# Monte Batalha
O Monte Batalha, com 294 m de altitude, é o segundo pico mais elevado da ilha do Maio, no arquipélago de Cabo Verde.  Tem origem vulcânica e fica situado a 8 km a nordeste da Vila do Maio e 4 km suleoste de Calheta do Maio.

## Ver tambêm
- Lista de montanhas de Cabo Verde
- Áreas protegidas de Cabo Verde